# Lophoura tetraphylla
Lophoura tetraphylla är en kräftdjursart som beskrevs av Ho 1985. Lophoura tetraphylla ingår i släktet Lophoura och familjen Sphyriidae. Inga underarter finns listade i Catalogue of Life.